# Чемпионат РСФСР по хоккею с шайбой 1969/1970
Двадцать третий чемпионат РСФСР по хоккею с шайбой был разыгран в рамках второй группы класса «А» чемпионата СССР.

## Регламент турнира
Начиная с этого сезона было решено присуждать звание чемпиона РСФСР лучшей команде второй группы (позже лиге) класса «А» чемпионата СССР. Так как соревнования в этом дивизионе проводились в двух зонах, для определения чемпиона (в ряде сезонов и бронзового призёра) проводились стыковые матчи между лучшими (при игре за бронзу – вторыми) российскими командами зон.

Республиканский турнир команд РСФСР в текущем сезоне не состоялся в связи с проведением российской спартакиады.

## Розыгрыш медалей
В первых, после изменений правил, играх за чемпионское звание встречались от западной зоны команда из Ленинграда, уступившая в ней первое место рижанам, и победители восточной зоны из Нижнего Тагила. Поделив очки в играх 22-23 марта в Нижнем Тагиле, ленинградцы в обоих домашних матчах 13-14 апреля одержали победы и стали новыми чемпионами республики.
| «Динамо» Ленинград | «Спутник» Нижний Тагил | 3:1 | 0:4 | 2:1 | 6:5 |

### Состав чемпионов
Анатолий Платов, Василий Никифоров;

Алексей Бусин, Владимир Сезонов, Виктор Семёнов, Владимир Климов, Владимир Шувалихин, Анатолий Тимофеев, Александр Зенков, Владислав Кузнецов;

Валентин Карзов, Юрий Миронов, Алексей Голованов, Юрий Корякин, Юрий Макренский, Анатолий Соболев, Владимир Кузьмин, Владимир Виноградов, Александр Наханьков.

Старший тренер: Евгений Воронин.

Тренер: Константин Фёдоров.